# Bousignies-sur-Roc
Bousignies-sur-Roc är en kommun i departementet Nord i regionen Hauts-de-France i norra Frankrike. Kommunen ligger i kantonen Solre-le-Château som tillhör arrondissementet Avesnes-sur-Helpe. År 2022 hade Bousignies-sur-Roc 374 invånare.

## Befolkningsutveckling
Antalet invånare i kommunen Bousignies-sur-Roc
| Referens: INSEE |